# Kamienica Pod Pająkiem w Krakowie
Kamienica Pod Pająkiem – zabytkowa kamienica znajdująca się w Krakowie, w dzielnicy I przy ul. Karmelickiej 35, na rogu z ul. S. Batorego 28, na Piasku.
Jest to dom własny Talowskiego, który zaprojektował go w 1889 roku i w tym samym roku wprowadził do niego pewne modyfikacje (np. dodał wieżę na narożu). O roku budowy (także 1889) informuje data, umieszczona w szczycie kamienicy, której cyfry są przedzielone płaskorzeźbą słońca. Kamienica należy do pierwszej fazy twórczości Talowskiego (1885-95), w której architekt stworzył najbardziej chyba oryginalne dzieła, a mianowicie kamienice krakowskie, nie bez racji uznawane za kwintesencję „talowszczyzny”. Dzieła tego okresu, w tym kamienicę Pod Pająkiem, charakteryzuje stosowanie spatynowanej cegły i kamiennego detalu, elementów historycznych, rozbudowanej ornamentyki oraz asymetria i ekspresja.
Kamienica jest trzypiętrowa, na rzucie nieregularnym, spowodowanym kształtem działki, ze ściętym narożem. Układ pomieszczeń w kamienicy jest w większości jednotraktowy i amfiladowy. Elewacje wykonane są z ciemnoczerwonej cegły klinkierowej, zendrówek i zwykłej cegły, a detale i ornamenty z białego kamienia, co wywołuje efekt zróżnicowanej kolorystyki.
W elewacji znajdują się także specjalne kanaliki, mające umożliwić obrośnięcie budynku przez dzikie wino. Zieleń ta miała stanowić integralną część dekoracji budynku.
Elewacje są płaskie, bez podziałów architektonicznych, zwieńczone krenelażem, attyką, dwoma szczytami i urozmaicone wykuszem, narożną wieżą i dekoracją. Narożna, czworoboczna wieżyczka zwieńczona jest miniaturą okrągłej baszty, stylizowanej na średniowieczną. Kamienica posiada dwie elewacje, różnie rozwiązane. Fasada od ul. Batorego ma charakter niedostępnego, groźnego zamku obronnego, nieco przerabianego (różne rodzaje cegieł, wzorowana na Sukiennicach attyka wstawiona między „starszy”, neośredniowieczny krenelaż). Od tej strony całość zwieńczona jest gotycyzującym, ceglanym szczytem, obok którego w attyce znajduje się maszkaron.
Fasada od ul. Karmelickiej ma charakter typowy dla mieszczańskiej kamienicy. Jest asymetryczna, zwieńczona szczytem (attyką) w typie niderlandzkim. Esownice szczytu rozpoczynają się już na wysokości pierwszego piętra (z prawej strony), co sprawia wrażenie przenikania się szczytu z płaszczyzną fasady. Pomiędzy wolutowymi spływami attyki, w zwieńczeniu szczytu znajduje się okrągły otwór z pająkiem w sieci, poniżej wspomniana już data budowy z wyobrażeniem słońca i zegar słoneczny. Pod gzymsem, znajdującym się z lewej strony szczytu, umieszczony jest napis Fecit Theodorus Talowski i przedstawienie skrzydlatego smoka.
Na poziomie pierwszego piętra znajduje się manierystyczny wykusz z oknem ujętym w dwa pilastry, na których spoczywa belkowanie i gzyms. Na belkowaniu umieszczony jest napis: Si Deus nobiscum quis contra nos (Jeśli Bóg z nami, któż przeciw nam) – taki sam znajduje się na portalu bramy, prowadzącej na dziedziniec zamku na Wawelu. U dołu wykusza widoczny jest uskrzydlony dysk słoneczny (egipski symbol solarny) z dwoma głowami ptasimi.
Na program ikonograficzny kamienicy składa się wyobrażenie pająka w sieci i symbole solarne (dysk i słońce). Zdaniem Wojciecha Bałusa pająk, posiadający liczne znaczenia, w tym wypadku nie może być wiązany z symboliką twórczości, alegorią zmysłu czucia ani z legendą o tkaczu, który za siecią miał ukryć Władysława Łokietka przed najeźdźcami (to ostatnie powiązanie zasugerował Michał Rożek). Zdaniem Bałusa tutaj pająka należy powiązać z czasem (pajęczyna jest wszak tworem szybko przemijającym, powstającym na ruinach, gdzie zamiera życie; na fasadzie znajduje się zegar słoneczny, a mury wydają się być stare). Odwołując się do sentencji z wykusza (Si Deus nobiscum...), parafrazującej słowa św. Pawła z Listu do Rzymian (Rz 8, 31), badacz ten zaproponował następującą interpretację programu kamienicy: Tylko Światło – Bóg-światłość – rozplątać może iluzje pajęczyn i wydobyć człowieka ze splotów delikatnej, a tak przecież mocno owijającej go sieci. Tylko Bóg-słońce pokazać może, że nie „opera vana” decydują o ludzkim losie. I że nie powinien on zbytnio ufać sobie i własnym przemijającym tworom.
W 2000 roku zakończył się remont elewacji frontowej kamienicy, w trakcie której wyeksponowano celowo wprowadzone przez architekta zróżnicowanie kolorystyki cegieł (tak aby dom wyglądał na przebudowany) czy tkwiące w elewacji kule armatnie, budynek pozostawiono do dyspozycji użytkowników.

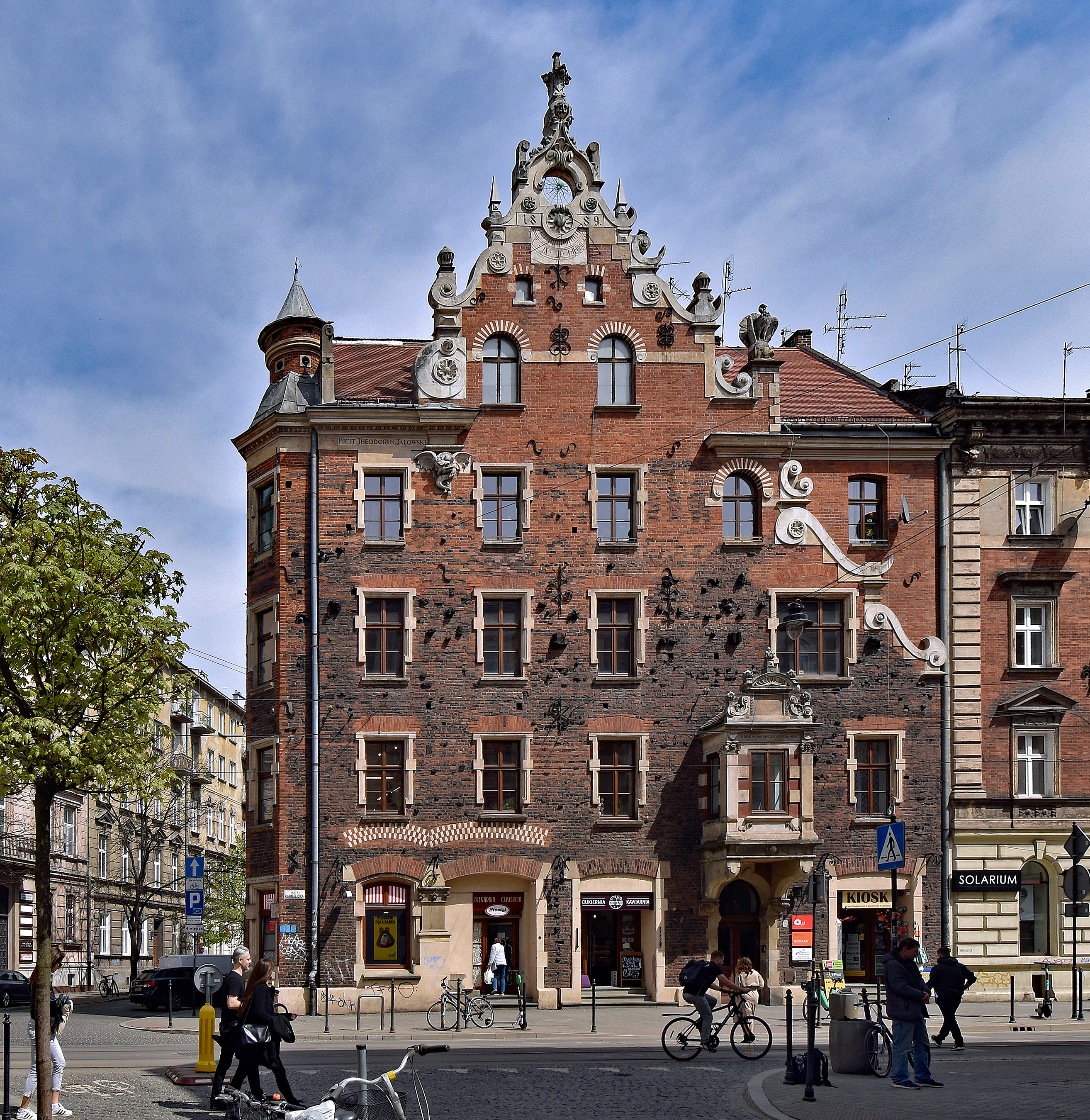
Elewacja od ul. Karmelickiej
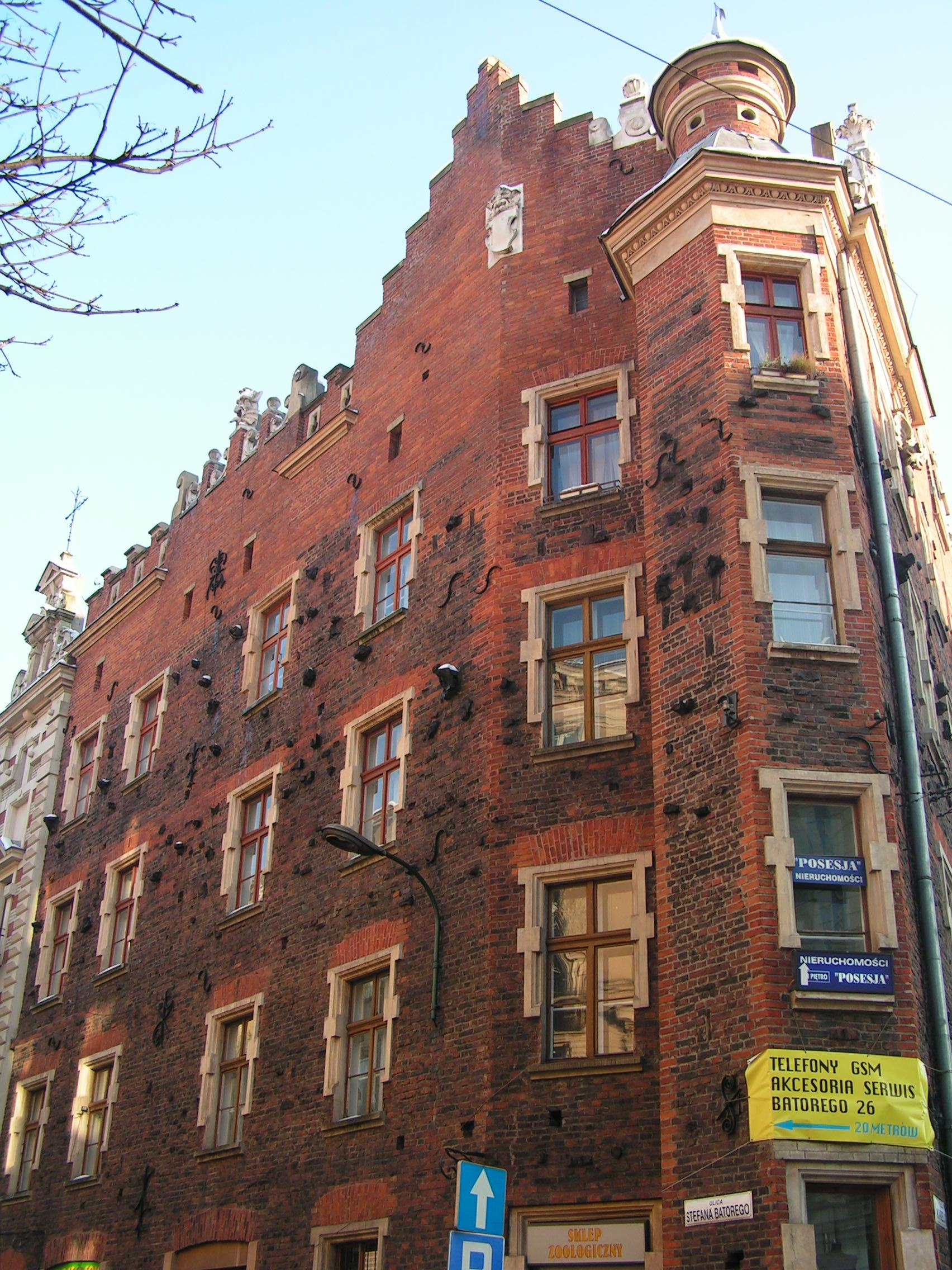
Elewacja od ul. Batorego
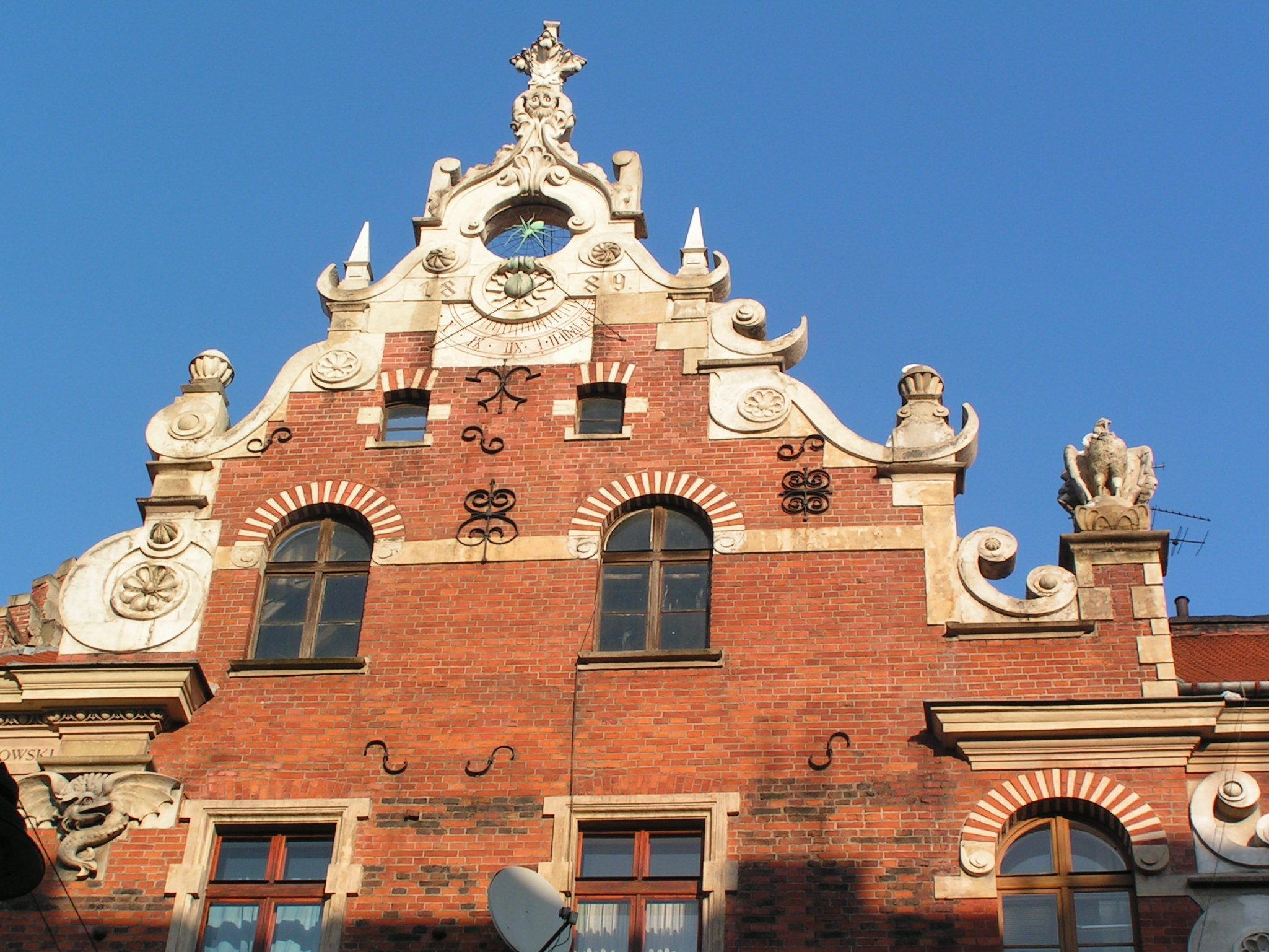
Szczyt od ul. Karmelickiej
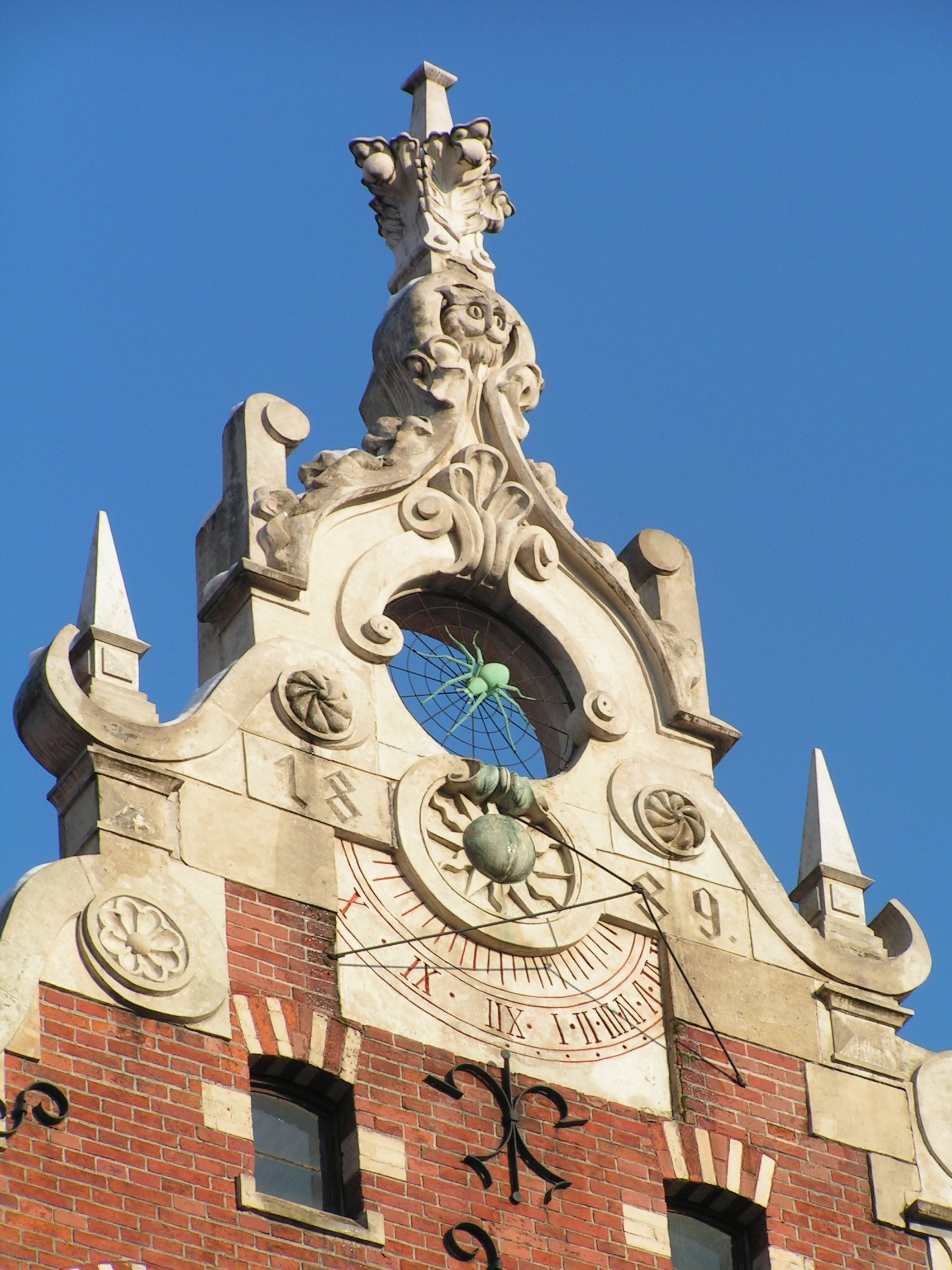
Fragment zwieńczenia z pająkiem, słońcem i zegarem słonecznym
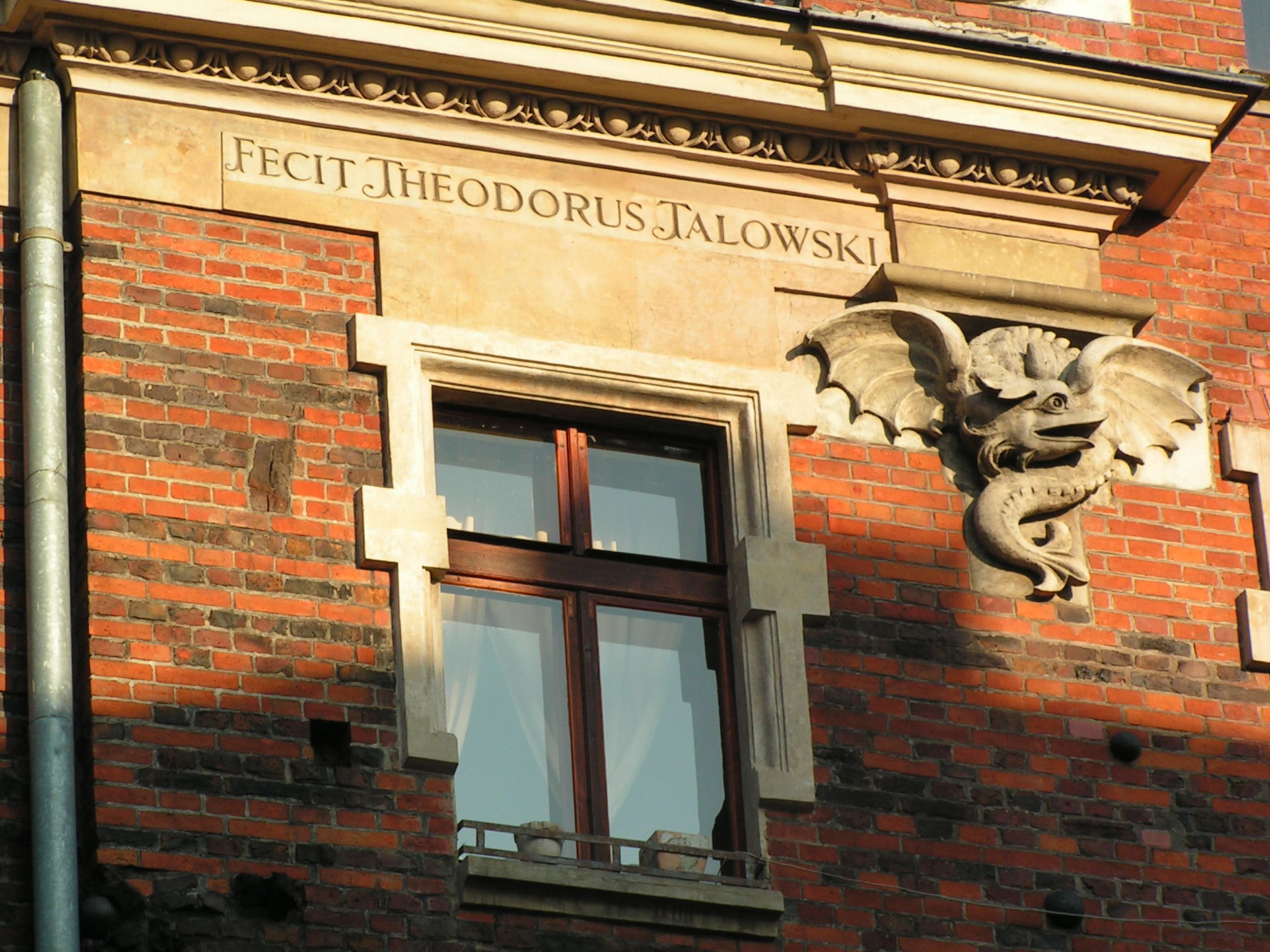
Fragment elewacji od ul. Karmelickiej – skrzydlaty smok i napis Fecit Theodorus Talowski
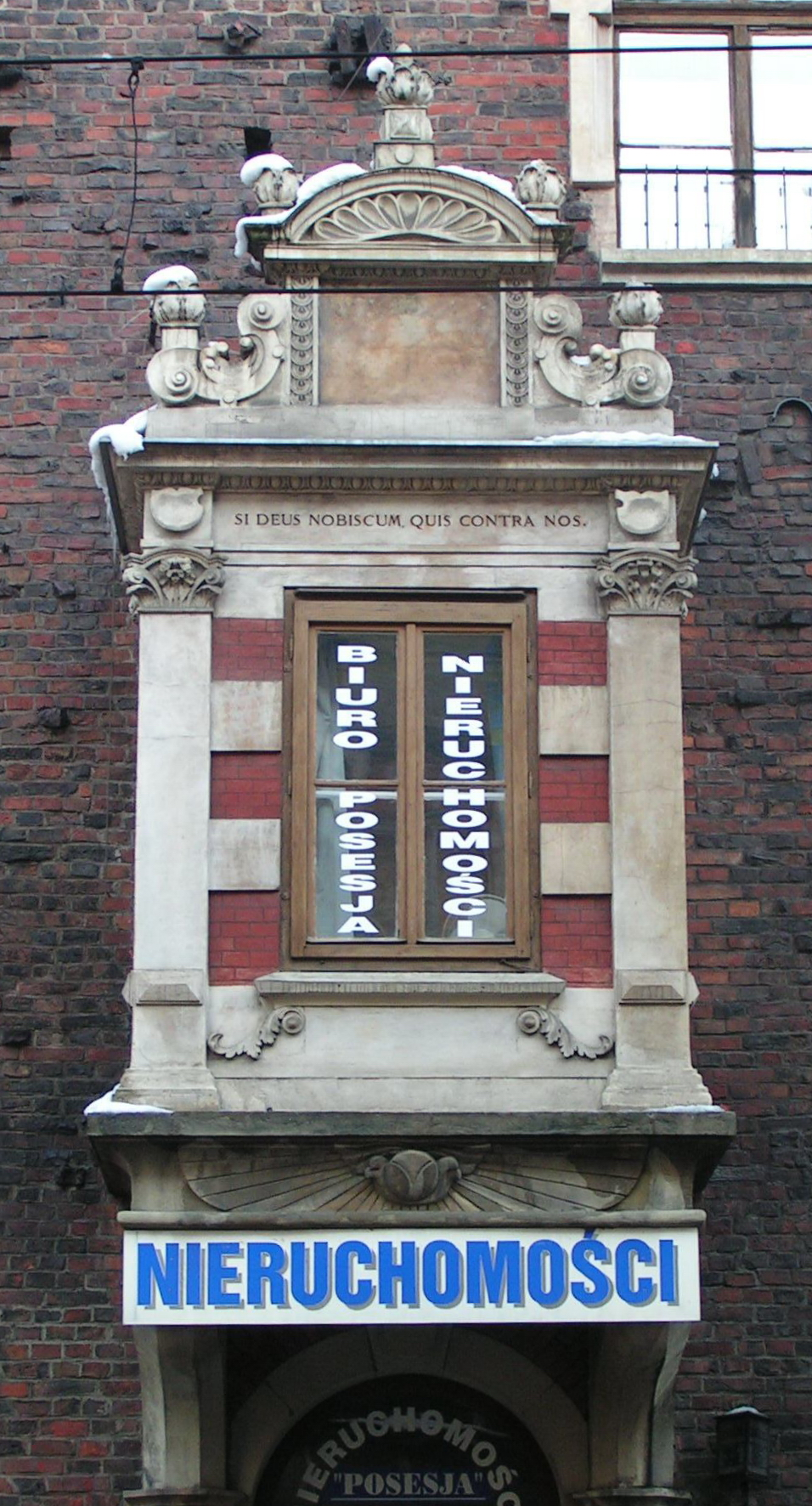
Wykusz
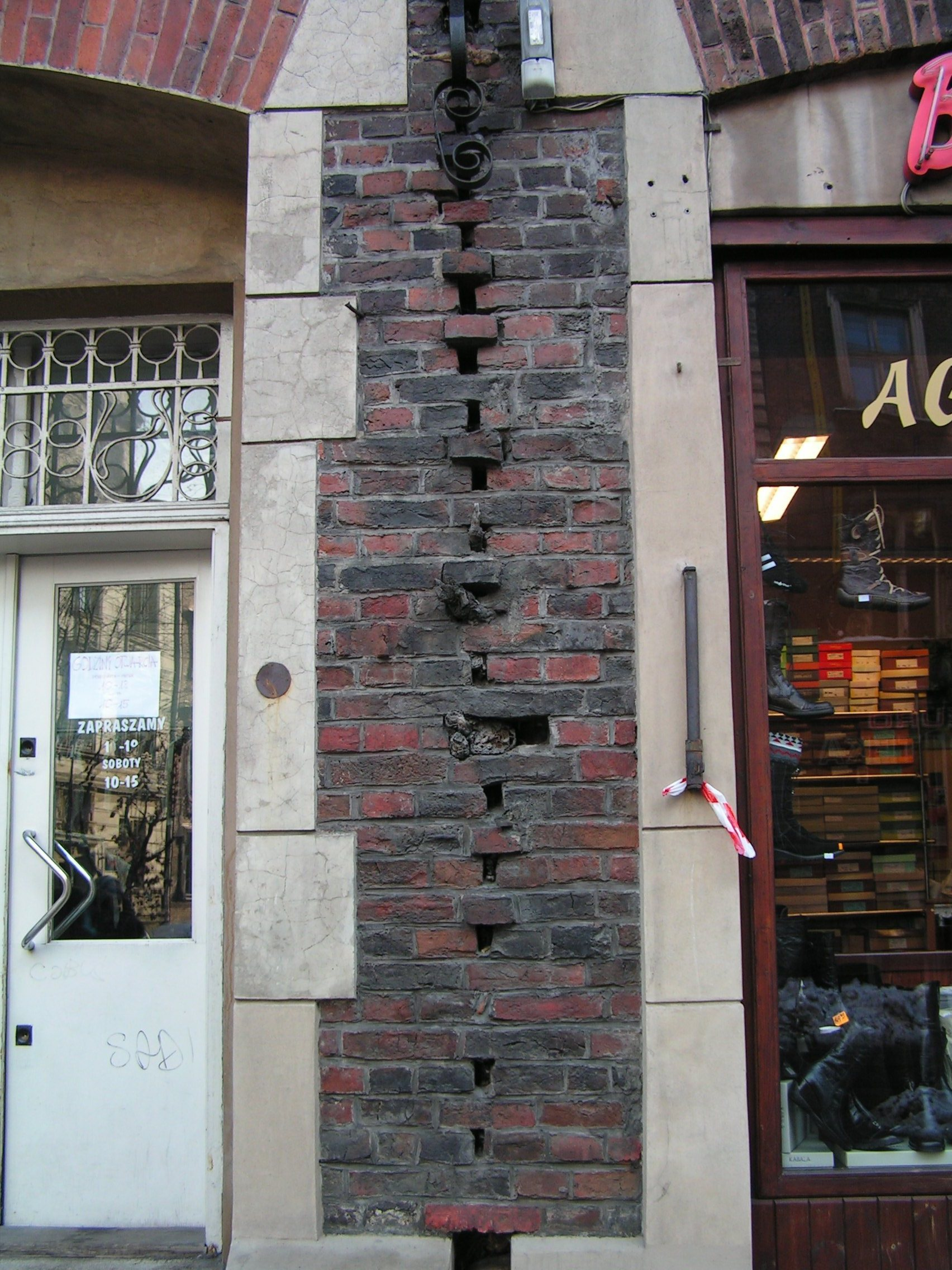
Kanalik mający umożliwić obrośnięcie fasady przez dzikie wino